# Bogusław Kaczyński (dyplomata)
Bogusław Kaczyński (ur. 13 lutego 1934 w Warszawie, zm. 11 sierpnia 2023 tamże) – polski dyplomata, ambasador PRL w Syrii i Jordanii (1982–1986), w latach 1996–2001 ambasador w Uzbekistanie.

## Życiorys
W 1956 ukończył studia w Szkole Głównej Służby Zagranicznej. Doktor nauk prawnych w zakresie prawa międzynarodowego publicznego.
W 1956 podjął pracę w Ministerstwie Spraw Zagranicznych, gdzie doszedł m.in. do stanowiska wicedyrektora departamentu. Od 1955 należał do PZPR. Był II sekretarzem ambasady PRL w Czechosłowacji (1965–1969), a następnie I sekretarzem ambasady w ZSRR (1971–1976). W 1981 rozpoczął misję jako ambasador nadzwyczajny i pełnomocny PRL w Syrii, rok później uzyskał akredytację w Jordanii. Na obu placówkach przebywał do 1986. Po powrocie do kraju pełnił m.in. obowiązki doradcy ministrów spraw zagranicznych Krzysztofa Skubiszewskiego i Andrzeja Olechowskiego (1990–1994). Od 1994 do 1995 w ambasadzie w Moskwie. W latach 1995–1996 był chargé d’affaires, a następnie (1996–31 marca 2001) pierwszym w historii ambasadorem RP w Uzbekistanie.
Odznaczony Złotym Krzyżem Zasługi, Brązowym Medalem „Za zasługi dla obronności kraju” oraz Krzyżami Kawalerskim (1979) i Oficerskim Orderu Odrodzenia Polski.